# Carmen McRae Sings Lover Man and Other Billie Holiday Classics
Carmen McRae Sings Lover Man and Other Billie Holiday Classics — студийный альбом американской певицы Кармен Макрей 1962 года, записанный в память о кумире Макрей, Билли Холидей, которая умерла двумя годами ранее.

## Отзывы критиков
| Оценки критиков                            | Оценки критиков |
| Источник                                   | Оценка          |
| ------------------------------------------ | --------------- |
| AllMusic                                   | [ 2 ]           |
| Billboard                                  | [ 3 ]           |
| Encyclopedia of Popular Music              | [ 4 ]           |
| The Penguin Guide to Jazz                  | [ 5 ]           |
| The Rolling Stone Jazz Record Guide        | [ 6 ]           |
| The Rolling Stone Jazz & Blues Album Guide | [ 7 ]           |
| Stereo Review                              | [ 8 ]           |

Рецензент журнала Cash Box написал: «Для своего дебютного альбома Columbia Кармен Макрей отдает музыкальную дань уважения Билли Холидей, исполнив дюжину песен с драматической душой, которая отличает лучших джазовых певцов. Певица привносит в каждую мелодию именно то настроение и аромат, которые она предлагает. Она не использует трюки, а поёт прямо от сердца, исполняя „Them There Eyes“, „Miss Brown to You“ и бессмертную „Lover Man“. Джазофилы должны толпами приходить за этим превосходным сборником».
Джо Голдберг в своём обзоре для Stereo Review пишет: «Со стороны Кармен Макрей было мужественно записать альбом песен, связанных с Билли Холидей, но это было менее чем разумно. Хотя мисс Макрей не подражает покойной Леди Дэй, сравнения неизбежны. Во-первых, мисс Макрей
выбрала несколько песен, которые были бы давно забыты, если бы Билли их не спела. Мисс Макрей больше похожа на себя в балладах, чем в быстром темпе, но она склоняется к мелодраме. Например, она произносит „Strange Fruit“ так, как будто боится, что, возможно, её не поймут. На повышенных тонах она излишне хитра, и то, что было душераздирающим в голосе Билли, в голосе мисс Макрей звучит застенчиво и по-кошачьи».
Фрэнсис Дэвис из того же Stereo Review, комментируя переиздание, заявил, что оно является одним из самых важных переизданий года. Он отметил, что не испуганная перспективой переосмысления песен, которые Холидей уже дала в окончательной интерпретации, Макрей знала разницу между воскрешением и имитацией — мимолетно вызывая призрак Холидей в нескольких балладах, включая «Some Other Spring», а версия Макрей «Yesterdays», которую она просто произносит в медленном темпе, прежде чем приступить к исполнению, показывает, что она была великой актрисой, а также великой певицей.

## Список композиций
| №  | Название                                           | Автор(ы)                                                 | Длительность |
| -- | -------------------------------------------------- | -------------------------------------------------------- | ------------ |
| 1. | «Them There Eyes»                                  | Масеро Пинкард, Дорис Таубер, Уильям Трейси              | 2:45         |
| 2. | «Yesterdays»                                       | Джером Керн, Отто Харбах                                 | 4:52         |
| 3. | «I’m Gonna Lock My Heart (And Throw Away the Key)» | Джимми Итон, Терри Шанд                                  | 2:32         |
| 4. | «Strange Fruit»                                    | Льюис Аллен                                              | 2:47         |
| 5. | «Miss Brown to You»                                | Ричард А. Уайтинг, Ральф Райнджер, Лео Робин             | 2:28         |
| 6. | «My Man»                                           | Морис Ивэн, Жак Шарль, Альберт Уиллеметц, Ченнинг Поллак | 4:05         |

| №  | Название                                              | Автор(ы)                                    | Длительность |
| -- | ----------------------------------------------------- | ------------------------------------------- | ------------ |
| 1. | «I Cried for You (Now It’s Your Turn to Cry Over Me)» | Гас Арнейм, Эйб Лайман, Артур Фрид          | 2:52         |
| 2. | «Lover Man (Oh, Where Can You Be?)»                   | Джимми Дэвис, Роджер Рамирес, Джеймс Шерман | 4:18         |
| 3. | «Trav’lin’ Light»                                     | Трамми Янг, Джимми Манди, Джонни Мерсер     | 2:20         |
| 4. | «Some Other Spring»                                   | Артур Херцог мл., Айрин Китчингс            | 3:02         |
| 5. | «What a Little Moonlight Can Do»                      | Гарри Вудс                                  | 3:31         |
| 6. | «God Bless the Child»                                 | Артур Херцог мл., Билли Холидей             | 3:24         |

## Участники записи
- Кармен Макрей — вокал
- Эдди Дэвис[англ.] — тенор-саксофон
- Нэт Эддерли[англ.] — труба
- Норман Симмонс[англ.] — фортепиано, аранжировка
- Манделл Лоу[англ.] — гитара
- Боб Крэншоу[англ.] — контрабас
- Уолтер Перкинс[англ.] — барабаны